# Laura Margarida Mazzarino
Laura Margarida Mazzarino (en italià Laura Margherita Mazarino) (Chieti,4 de maig de 1608 - Milà, 9 de juny de 1685), va ser una dama de la noblesa italiana. Era filla de Pere Mazzarino (1576-1654) i d'Hortènsia Buffalini (1575-1644).
El 9 de juliol de 1634 es va casar amb el comte Geronimo Martinozzi (1610-1680), fill de Vicenç Martinozzi (1559-1608) i de Margarida Marcolini (1585-1608). La parella va tenir dues filles: Anna Maria (1635-1672) i Laura.
El 1647, va ser cridada pel seu germà el cardenal Mazzarino, ministre de Lluís XIV de França, amb la seva germana i les seves filles, per instal·lar-se a la Cort francesa, ja que, sota la protecció del seu germà, ella podria casar les seves filles amb homes de bona posició. Els Mazzarino havien viscut primer a Ais de Provença, fins que es traslladaren a la Cort de la reina Anna d'Àustria, a l'apartament de la Marquesa de la Rochefoucauld.
Els cortesans, per tal de guanyar-se el favor del poderós cardenal, procuraven per tots els mitjans complaure tant Laura Margarida com la seva família. La reina Anna es va encarregar personalment de l'educació de les seves filles. I el seu germà va aconseguir trobar-los bons partits: Laura es va casar amb Alfons IV d'Este (futur comte de Mòdena) i Anna Maria amb Armand de Borbó-Conti (amb aquest casament, el cardenal volia tenir una influència italiana a la cort francesa). Una neta de Laura Margarida Mazzarino —Maria Beatriu d'Este, filla de la seva filla de Laura— va ser reina d'Anglaterra, Escòcia i Irlanda a través del matrimoni amb Jaume II d'Anglaterra i VII d'Escòcia.